# Мрясимово
Мрясимово (баш. Мерәсем) — деревня в Караидельском районе Башкортостана. Административный центр Урюш-Битуллинского сельсовета.

## География
Стоит на реке Мрясинка.
Географическое положение
Расстояние до:
- районного центра (Караидель): 50 км,
- ближайшей ж/д станции (Щучье Озеро): 100 км.

## История
В материалах Первой ревизии, в 1722 году в деревне были учтены 66 душ мужского пола служилых татар.
В «Списке населенных мест по сведениям 1870 года», изданном в 1877 году, населённый пункт упомянут как деревня Мрясимова (Мрясева) 1-го стана Бирского уезда Уфимской губернии. Располагалась при речке Мрясимовке, по правую сторону Сибирского почтового тракта из Уфы, в 70 верстах от уездного города Бирска и в 45 верстах от становой квартиры в селе Аскине. В деревне, в 165 дворах жили 1066 человек (543 мужчины и 523 женщины, мещеряки), были мечеть, училище. Жители занимались пчеловодством.
Законом Республики Башкортостан от 22 апреля 2013 года № 671-з «О переносе административного центра Урюш-Битуллинского сельсовета Караидельского района Республики Башкортостан» административный центр Урюш-Битуллинского сельсовета был перенесён из деревни Урюш-Битуллино в Мрясимово.

## Население
| 2002 | 2009 | 2010 |
| ---- | ---- | ---- |
| 347  | ↗351 | ↘243 |

Национальный состав
Согласно переписи 2002 года, преобладающая национальность — татары (89 %).

## Инфраструктура
Личное подсобное хозяйство.

## Транспорт
Доступен автотранспортом, автодорогой связан с райцентром.

## Религия
В деревне есть мечеть.